# ويليام أغسطس دارلينغ
ويليام أغسطس دارلينغ هو سياسي أمريكي، ولد في 27 ديسمبر 1817 في نيوآرك في الولايات المتحدة، وتوفي في 26 مايو 1895 في نيويورك في الولايات المتحدة. نشط حزبياً في الحزب الجمهوري. وقد انتخب عضو مجلس النواب الأمريكي ‏.